# Притяжению вопреки
«Притяжению вопреки» (англ. Defying Gravity) — американо-канадский научно-фантастический сериал, трансляция которого началась 2 августа 2009 года.

## Сюжет
В будущем восемь астронавтов, четверо мужчин и четыре женщины, из четырёх (США, Канада, Германия, Израиль) стран мира отправляются в захватывающий шестилетний полёт по Солнечной системе. И пока весь мир смотрит на них (а отношения, переживания и действия команды постоянно транслируются на Землю как часть документальной программы), они начинают понимать, что их настоящая миссия совсем не такая, какой они себе её представляли.
Место действия сериала и завязка сюжета имеют много общего с событиями, показанными в двухсерийном псевдодокументальном фильме BBC «Космическая одиссея: Путешествие к планетам».

## Персонажи

### Экипаж «Антареса»
- Маддекс Доннер (Рон Ливингстон) — бортинженер. До гибели Шерон Льюис во время миссии на Марс, был с ней в близких отношениях. На данный момент спит с Надей Шиллинг, хотя на самом деле неравнодушен к Зои Барнс. Родом из Айовы, США.
- Тед Шо (Малик Йоба) — командир корабля. Женат на Ив Веллер. До этого находился в близких отношениях с Джен Крэйн. Родом из США.
- Зои Барнс (Лора Харрис) — геолог. За пять лет до миссии переспала с Маддексом Доннером и забеременела. Чтобы стать членом экипажа корабля, сделала аборт, что запрещено в будущем. Родом из США.
- Джен Крэйн (Кристина Кокс) — биолог. Жена Ролли Крэйна, бывшая подруга Теда Шо и лучший друг Зои Барнс. Родом из Канады.
- Надя Шиллинг (Флорентин Ламе) — пилот и заместитель командира. Регулярно имеет секс с Маддексом Доннером. Родом из Германии. Создатель сериала Джеймс Пэрриот планировал позже раскрыть, что Надя является гермафродитом, и что эффекты Беты (неизученного артефакта, находящегося на борту) постепенно превращают её в мужчину.
- Эврам Минц (Эял Поделл) — бортовой доктор и психиатр. Встречается с Клер Деро. Родом из Израиля, где служил в Армии обороны Израиля.
- Паула Моралес (Паула Гарсес) — эксперт по грузоподъёмности, пилот посадочного модуля. Также отвечает за документальные фильмы обо всём происходящем на корабле. Паула создаёт эти фильмы специально для школьников, следящих за полётом Антареса. Родом из Браунсвилла, штат Техас, США.
- Стив Воссенфельдер (Дилан Тэйлор) — физик-теоретик и типичный нерд. Многим непонятно, почему его включили в экипаж, так как он никак не подходит по физическим параметрам. Родом из США.

### На Земле
- Ролли Крэйн (Тай Олссон) — бывший командир корабля. Несколько дней, до того, как сердечная проблема, вызванная Бетой, заставила его вернуться на Землю, провёл на борту. Является главным связным с экипажем. Женат на Джен Крэйн. Родом из США.
- Эджей Шарма (Заф Пару) — первоначальный бортинженер. Несколько дней, до того, как сердечная проблема, вызванная Бетой, заставила его вернуться на Землю, провёл на борту. Маддекс Доннер отправился вместо него. Родом из Мумбая, Индия.
- Майк Госс (Эндрю Эйрли) — директор миссии. Участвовал в полёте на Марс, хотя и оставался на орбите.
- Ив Веллер-Шо (Карен ЛеБланк) — представительница корпорации Бертрам. Принимала участие в выборе экипажа. Её уровень допуска соответствует уровню Майка Госса. Жена Теда Шо, которому родила сына. Родом из Нового Орлеана, штат Луизиана, США.
- Клер Деро (Максим Рой) — борт-хирург. Следит за состоянием экипажа с Земли посредством датчиков на каждом из них. Находится в романтических отношениях с Эврамом Минцем. Родом из Монреаля, Канада.
- Арнел По (Уильям Воуан) — бывший кандидат в экипаж. Потерял ногу во время тренировки и был перенаправлен в наземный центр управления полётом. Родом из США.
- Тревор Уильямс (Питер Хауитт) — британский журналист. Подозревает, что общественности не всё известно об истинной цели полёта, и пытается узнать правду.

### На Марсе
- Шерон Льюис (Лара Гилкрист) — погибла на Марсе во время предыдущей миссии из-за бури. Бывшая любовница Маддекса Доннера.
- Джефф Уокер (Рик Раванелло) — погиб на Марсе во время предыдущей миссии из-за бури.

## Список серий
| № | #  | Название                                         | Режиссёр          | Сценаристы                   | Дата показа в США | Зрители США (миллионы) |
| --- | -- | ------------------------------------------------ | ----------------- | ---------------------------- | ----------------- | ---------------------- |
| 1 | 1  | «Пилот» «Pilot»                                  | Дэвид Стрейтон    | Джеймс Д. Пэрриотт           | 2 августа 2009    | 3.68                   |
| Восемь астронавтов (четыре мужчины и четыре женщины) готовятся к шестилетнему полёту на борту космического корабля «Антарес». |    |                                                  |                   |                              |                   |                        |
| 2 | 2  | «Естественный отбор» «Natural Selection»         | Питер Хауит       | Джеймс Д. Пэрриотт           | 2 августа 2009    | 3.54                   |
| Начало миссии «Антарес», цель которой: посетить и исследовать планеты Солнечной системы. Флэшбэк событий пятилетней давности раскрывает, что Стив не умел плавать и должен был быть дисквалифицирован. Однако, его участие было утверждено Ив Веллер. Также становится известно, что Зои и Мэддакс переспали. В настоящем времени Зои одевает специальный скафандр, предназначенный для прогулки по Венере, чтобы проверить его на предмет утечек. Ошибка в системе выбрасывает её в космос, тогда как утечка воздуха в скафандре угрожает ей смертью. Идея Стива спасает Зои, и он обретает уважение в глазах экипажа. |    |                                                  |                   |                              |                   |                        |
| 3 | 3  | «Предел» «Threshold»                             | Питер Хауит       | Шери Элвуд                   | 9 августа 2009    | 2.81                   |
| Загадочная сила на борту «Антареса» начинает влиять на биологическое состояние и характер экипажа. |    |                                                  |                   |                              |                   |                        |
| 4 | 4  | «H2IK» «H2IK»                                    | Фред Гербер       | Бретт Конрад                 | 16 августа 2009   | 2.59                   |
| Странные неполадки на корабле отключают операционные системы. В результате, экипаж теряет жизненно важные системы: электричество, гравитация и отопление. |    |                                                  |                   |                              |                   |                        |
| 5 | 5  | «Рубикон» «Rubicon»                              | Марси Улин        | Марси Улин, Мередит Лавендер | 23 августа 2009   | 2.66                   |
| Корабль приближается к точке невозвращения, и экипажу приходится решать стоит ли поворачивать назад. |    |                                                  |                   |                              |                   |                        |
| 6 | 6  | «Бекон» «Bacon»                                  | Марси Улин        | Мередит Лавендер             | 30 августа 2009   | 2.53                   |
| Приближаясь к орбите Венеры, некоторых членов экипажа мучает вина, и они начинают испытывать чрезвычайно чёткие видения, связанные с их прошлыми действиями. Тем временем, несчастный случай угрожает жизни члена экипажа, объединяя их усилия. |    |                                                  |                   |                              |                   |                        |
| 7 | 7  | «Страх» «Fear»                                   | Джефф Вулнаф      | Крис Провензано              | 4 сентября 2009   | 2.16                   |
| На борту «Антареса» Хеллоуин, и силы тьмы проявляют себя во многом. Лихорадочные галлюцинации подвергают жизни членов экипажа опасности, как раз в тот момент, когда они должны начать промоакцию, ожидаемую на Земле. |    |                                                  |                   |                              |                   |                        |
| 8 | 8  | «Любовь, честь, повиновение» «Love, Honor, Obey» | Фред Гербер       | Сьюзан Ниран Джаффе          | 11 сентября 2009  | 2.53                   |
| Приближение солнечной вспышки угрожает экипажу «Антареса» облучением. Загадочная сила в капсуле № 4 издаёт зов, который невозможно игнорировать. |    |                                                  |                   |                              |                   |                        |
| 9 | 9  | «И Съела Ева Яблоко» «Eve Ate the Apple»         | Питер Хауит       | Блайт Роуб                   | 18 сентября 2009  | TBA                    |
| Экипаж «Антареса» узнаёт о капсуле № 4 и настоящей причине их полёта на Венеру. |    |                                                  |                   |                              |                   |                        |
| 10 | 10 | «Дежавю» «Deja Vu»                               | Майкл Рол         | Шери Элвуд                   | 2 октября 2009    | TBA                    |
| День выборов в США. Экипаж «Антареса» пытается осознать новые знания. |    |                                                  |                   |                              |                   |                        |
| 11 | 11 | «Одиночество» «Solitary»                         | Дэвид Стрейтон    | Марси Улин, Мередит Лавендер | 9 октября 2009    | TBA                    |
| Осталось всего несколько часов до посадки на Венеру. На экипаж корабля накатывается чувства одиночества и изоляции в космосе. |    |                                                  |                   |                              |                   |                        |
| 12 | 12 | «Венера» «Venus»                                 | Стурла Гуннарссон | Джеймс Д. Пэрриотт           | 16 октября 2009   | TBA                    |
| День посадки на Венеру — историческое и опасное событие, которое изменит жизни всех имеющих к нему дело. |    |                                                  |                   |                              |                   |                        |
| 13 | 13 | «Поцелуй» «Kiss»                                 | Стурла Гуннарссон | Джеймс Д. Пэрриотт           | 23 октября 2009   | TBA                    |
| Совершив посадку на Венеру, Зои направляется вслед за звуком, который лишь одна она может слышать. |    |                                                  |                   |                              |                   |                        |

## Приём критиков
Основываясь на отзывах 15 критиков Metacritic выставил шоу среднюю оценку 55 баллов.